# Роенок (Індіана)
Роенок (англ. Roanoke) — місто (англ. town) в США, в окрузі Гантінгтон штату Індіана. Населення — 1762 особи (2020).

## Географія
Роенок розташований за координатами 40°57′52″ пн. ш. 85°22′50″ зх. д. / 40.96444° пн. ш. 85.38056° зх. д. (40.964313, -85.380559).  За даними Бюро перепису населення США в 2010 році місто мало площу 3,11 км², з яких 3,10 км² — суходіл та 0,01 км² — водойми.

## Демографія
Згідно з переписом 2010 року, у місті мешкали 1722 особи в 680 домогосподарствах у складі 487 родин. Густота населення становила 553 особи/км².  Було 756 помешкань (243/км²).
Расовий склад населення:
| - 97,1 % — білих - 0,5 % — азіатів - 0,2 % — чорних або афроамериканців - 0,1 % — корінних американців |

До двох чи більше рас належало 1,7 %. Частка іспаномовних становила 1,7 % від усіх жителів.
За віковим діапазоном населення розподілялося таким чином: 26,1 % — особи молодші 18 років, 62,1 % — особи у віці 18—64 років, 11,8 % — особи у віці 65 років та старші. Медіана віку мешканця становила 36,8 року. На 100 осіб жіночої статі у місті припадало 94,6 чоловіків;  на 100 жінок у віці від 18 років та старших — 89,6 чоловіків також старших 18 років.
Середній дохід на одне домашнє господарство  становив 68 975 доларів США (медіана — 65 694), а середній дохід на одну сім'ю — 80 664 долари (медіана — 77 708). За межею бідності перебувало 7,0 % осіб, у тому числі 10,3 % дітей у віці до 18 років та 2,5 % осіб у віці 65 років та старших.
Цивільне працевлаштоване населення становило 905 осіб. Основні галузі зайнятості: освіта, охорона здоров'я та соціальна допомога — 26,4 %, виробництво — 17,0 %, науковці, спеціалісти, менеджери — 9,6 %, роздрібна торгівля — 9,3 %.